# ルクス・エテルナ (リゲティ)

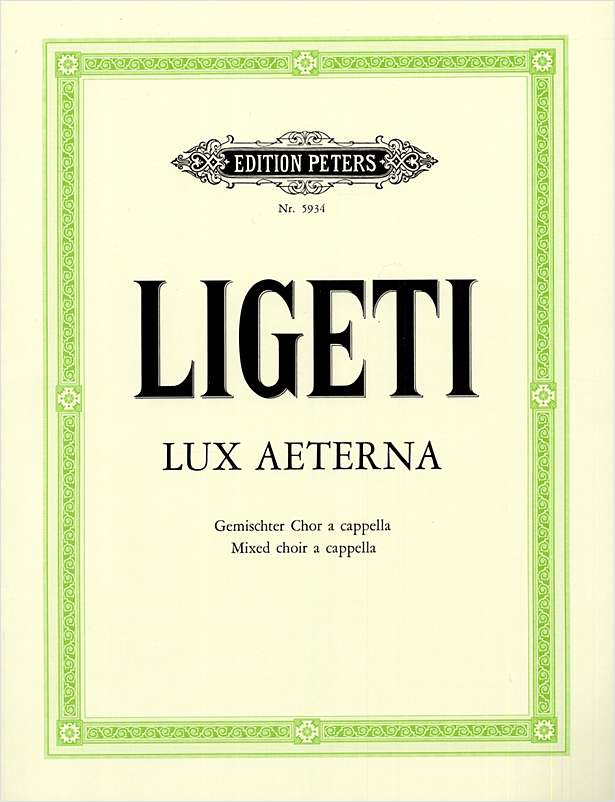
2002年のカバー

『ルクス・エテルナ』 (Lux aeterna) は、ジェルジ・リゲティが1966年に作曲した、無伴奏16部混声合唱曲。タイトルおよび歌詞はラテン語であり、日本では「永遠の光」の訳題で呼称することもある。初演はクリトゥス・ゴットヴァルト指揮、スコラ・ カントルム・シュトゥットガルトにより行われた。映画『2001年宇宙の旅』で用いられたことで知られる。演奏時間はおよそ9分（ペータース社からの楽譜による）。テキストは、「レクイエム」の聖体拝領唱である。

## 概要
この作品では、作曲者自ら述べているように「ミクロ（マイクロ）・ポリフォニー」と呼ばれる技法が使われている。それぞれのパートが複雑に絡み合うために、聴き手は個々の声部を聞きとることが困難、あるいは不可能になるかわりに、絡み合った結果としての「移りゆくハーモニー」を意識するといったものである。大勢の声部によるポリフォニーじたいはルネサンス音楽などにも見られたが、彼の技法がそれらの作品と異なるのは、各パートの動きを聴き手に知覚させることを、積極的に困難にする点である。それは各々の声部の動きに工夫を加えることで、また、演奏記号およびいくつかの注釈を示すことによって実現されている。以下、これらの詳細について記す。
冒頭部は8声の女声合唱により歌われるが、第1ソプラノ、第4ソプラノ、第3アルトには3連符が、第2ソプラノ、第1アルト、第4アルトには5連符が使われ、例外はあるものの各パートの音の入りを少しずつずらしている。単語や音節の間には短い休符が置かれ（最初の16小節はすべてがそうなっている）、その結果個々の声部の入りや抜けが頻繁に生じることとなる。23小節目までは8声が密集した音域（1オクターブ以内）の中でポリフォニーを展開することもあって、聴取者は各パートの動向を把握するのが困難な状況に置かれる。
次に、全体について記す。作曲者は、楽譜の冒頭にて次のような注釈を設けている。
- 入りは常に極めて柔かく（太字部分sehrは、楽譜では下線が引かれている）
- 全体を通してアクセントをつけずに歌うこと。小節線はリズムを示していない。

個々の声部の入りを聴き手に悟らせまいとし、さらに、声部の運動を抑制、ならびに拍節感を排除するための指示を行う。また、この作品においては、メリスマがまったく見られない。以上の理由により、聴き手にとって、各パートがどのように動いているのかを正確に認識することはきわめて難しい。
この曲では、アルトの一部箇所を除いてピアノからピアニッシシモの範囲内で演奏される。なお、アルトの一部箇所とは96小節目以降に見られるフォルティッシモであり、常に低音で歌われる。これは「アルトのffはソプラノ、テノールのpに等しい」という断りを入れていることからも分かるとおり、同時に鳴っているソプラノやテノールの高音（ピアノ）にかき消されないようにするためである。この作品で強く歌われる箇所は事実上ないといってよい。音（言葉）の入りや切れ目を強調しないようにするためである。
「ミクロ・ポリフォニー」を成立させるためのこれらの操作によって、「とても穏やかな（MOLTO CALMO　冒頭の発想記号）」テクスチュア（ただし、個々の声部の出入りが多いために、和声や音色の変化は頻繁である）が実現される。37小節目、女声合唱がバスに引き継がれるところで、「eis」「luceat」の語末の「s」「t」をはっきりと発音しないようにとの指示があるが、摩擦音や破裂音が「穏やか」さを損なうものとの意識があったのだろう。数箇所にこの注意書きが見られる。複数のパートが一斉に歌い止めたり、発想記号morendoが書かれている時にである。
なお、この作品では、「ミクロ・ポリフォニー」が用いられず、ホモフォニックに処理されている箇所が2つ存在する。両方とも、3パートのバスによる「Domine（主よ）」であり、最初においては高音（ファルセット）で、次のところでは低音で演奏される。リゲティがこの言葉に特別な位置を与えていることが読み取れる。
和声については、短2度の積み重ねによる彼の初期のトーン・クラスターとは異なり、長2度や短3度が使われる割合が高くなっている。90小節目においてはバスとアルトによって短三和音の基本形（嬰ニ、嬰ヘ、嬰イ）が鳴り響く。またいくつかの箇所においては短3度と長2度のみの堆積によるハーモニーが見られる。リゲティはこの作品の前年に「レクイエム」を完成させた後クラスターから離れようとしたと後に語っているが、その試行錯誤としての「ルクス・エテルナ」において、結果的に聴き手の耳に馴染みやすい響きへと移行した。

## 演奏
この作品は多くの合唱団によって演奏され、録音は10種類以上に及んでいる。
日本においては、東京混声合唱団が1970年に定期演奏会で取りあげたのをはじめ、いくつかのアマチュア合唱団によっても歌われている。